# Der Fürst von Pappenheim (1952)
Der Fürst von Pappenheim ist ein deutsches Filmlustspiel aus dem Jahre 1952 von Hans Deppe mit Viktor de Kowa in der Titelrolle und Hannelore Schroth als Fürstin auf der Flucht. Der Geschichte liegt die gleichnamige Operette (1922) von Arnold und Bach (Musik: Hugo Hirsch) zugrunde.

## Handlung
Der titelgebende Fürst von Pappenheim ist mitnichten ein Vertreter des Hochadels, sondern heißt nur Fürst, genauer: Egon Fürst, und arbeitet als stets tadellos und elegant gekleideter Verkäufer mit besten Manieren im feinen Berliner Modesalon der Madeleine Pappenheim. Eines Tages erhält der Salon den Auftrag für eine Brautaustattung: Der angebliche südamerikanische Millionär Juan Pablo de Gonzales gedenkt eine junge Tänzerin namens Stefanie Vernon zu heiraten, um die er ebenso lange wie intensiv geworben hatte. Den Auftrag erhielt der geschäftstüchtige Verkäufer nur deshalb, weil er sich, nicht vollkommen wahrheitswidrig, als „Fürst von Pappenheim“ vorgestellt hatte.
Prompt verliebt sich der tüchtige Angestellte in die nicht allzu glücklich wirkende junge Dame, die sich erst nach langem Drängen seitens des öligen Südamerikaners zu der anstehenden Ehe durchringen konnte. Dann findet Egon per Zufall heraus, dass der schmierige Südländer ein falscher Fuffziger und Betrüger ist. In Wahrheit ist nämlich Stefanie keine mittellose kleine Tänzerin, sondern vielmehr eine Millionenerbin, und Juan Pablo de Gonzales, der dies herausgefunden hatte, hofft nun, sich durch die Ehe mit Stefanie gründlich sanieren zu können. Durch das beherzte Eingreifen des Herrn Fürst von Pappenheim kann eine Ehe mit dem Ganoven vereitelt werden, und Egon die junge Dame selbst zum Traualtar führen.

## Produktionsnotizen
Der Fürst von Pappenheim wurde entstand im Frühling 1952 in Berlin und auf der Insel Mainau. Die Uraufführung fand am 23. Juni 1952 in Berlin statt.
Waldemar Frank und Fritz Klotzsch hatten die Produktionsleitung, Emil Hasler entwarf die von Walter Kutz umgesetzten Filmbauten.

## Kritiken
Der Spiegel schrieb: “Die neueren Witze des Drehbuchautors Bobby E. Lüthge passen sich unter „Altmeister“ Deppes Regie nahtlos ein. Bescheidenes Revue-Geglitzer, die unvermeidlichen Girl-Garderoben, etwas Riviera, ausführliche Modenschau, mittelmunterer Klamauk und Stargewimmel: Hannelore Schroth singt mit gepumpter Stimme, Victor de Kowa zappelt wie ein originaler Jüngling, Oskar Sima und Siegfried Breuer wetteifern in öliger Hochstapelei, Grethe Weiser und Edith Schollwer in gereifter Kodderschnauze.”
Im Lexikon des Internationalen Films heißt es: „Kleine schablonenhaft-klamaukige Filmoperette.“